# Hegemony or Survival
Hegemony or Survival: America's Quest for Global Dominance é um estudo sobre o imperialismo americano escrito pelo linguista e ativista político Noam Chomsky, professor do Instituto de Tecnologia de Massachusetts. Foi publicado originalmente nos Estados Unidos em novembro de 2003 pela Metropolitan Books e, em seguida, no Reino Unido pela Penguin Books.
O principal argumento de Chomsky em Hegemony or Survival é que a elite socioeconômica que controla os Estados Unidos buscou uma "Grande Estratégia Imperial" desde o final da Segunda Guerra Mundial para manter a hegemonia global por meios militares, políticos e econômicos. Ele argumenta que, ao fazê-lo, eles demonstraram repetidamente um total desrespeito pela democracia e pelos direitos humanos, em total contraste com o apoio declarado do governo dos EUA a esses valores. Chomsky ainda defende que essa busca contínua da hegemonia global ameaça a existência da própria humanidade por causa da crescente proliferação de armas de destruição em massa.